# ジョン・ヘンリー・スヌヌ
ジョン・ヘンリー・スヌヌ（英: John Henry Sununu、1939年7月2日 - ）は、アメリカ合衆国の政治家。息子には上院議員を務めたジョン・E・スヌヌがいる。レバノン系。正教徒。

## 経歴
キューバのハバナ出身。マサチューセッツ工科大学卒業。1990年ワシントン賞受賞。